# Notograptus gregoryi
Notograptus gregoryi is een straalvinnige vissensoort uit de familie van Notograptidae (Notograptiden). De wetenschappelijke naam van de soort is voor het eerst geldig gepubliceerd in 1941 door Whitley.